# Johan Fredric Adelheim
Johan Fredric Adelheim, senare Borgström, född 4 april 1777, död 27 december 1806, var en svensk politiker och brukspatron.
Adelheim var son till hovjunkaren Erik Adolf Adelheim och friherrinnan Fredrika Lovisa Hamilton af Hageby. Han blev fänrik vid Västmanlands regemente 1785 och student vid Uppsala universitet 1792. 1793 avlade Adelheim en juridisk examen, 1795 en bergsexamen och blev samma år auskultant i Bergskollegium. 
Under sin tid i Uppsala tillhörde Adelheim de radikala kretsarna kring Benjamin Höijer och Gustaf Abraham Silverstolpe. Vid Riksdagen 1800 tillhörde han den unga adelsoppositionen och ingick 29 maj i den grupp adelsmän som i protest avsade sig sina adelskap, varpå Adelheim återtog det gamla släktnamnet Borgström. 
1800 reste han till Tyskland tillsammans med Benjamin Höijer, och passade under resan på att studera bergsbruket i Tyskland. Adelheim var ägare till Munkfors bruk, som han dock på grund av dåliga finanser 1806 tvingades sälja. 
Han var från 1802 gift med Amalia Ehrenpreus. Efter hustruns död 1805 sjönk Adelheim ned i depression och begick slutligen självmord med hjälp av opium.